# Yola Mamani
 (mars 2025).
Pour les articles homonymes, voir Mamani (homonymie).
Yolanda Mamani, dite Yola Mamani (née à Santa María Grande, province d’Omasuyos, 1984) est une activiste, animatrice, productrice de radio, youtubeuse et travailleuse domestique bolivienne.

## Biographie

### Enfance et formation
Elle est originaire de la communauté de Santa María Grande dans la province d’Omasuyos où elle est née, à la ville de La Paz.

### Carrière
Elle commence à travailler comme domestique à l'âge de 12 ans. À l’âge de treize ans, ses employeurs lui ont demandé d’abandonner ses vêtements traditionnels chola, ce qu’elle a refusé.